# Wolseley Motors
Wolseley Motors Limited («Уолсли Моторс») — британская автомобилестроительная компания, основанная в 1901 году Гербертом Остином и братьями Виккерсами. Компания начинала работу с выпуска больших автомобилей класса «люкс», став доминирующей силой на рынке в эпоху Эдуарда VII. После смерти братьев Виккерсов компания Wolseley расширилась и в послевоенные годы стала крупнейшим производителем автомобилей в Великобритании (в 1921 году она произвела 12 тысяч машин).
В 1927 году обанкротившуюся компанию приобрёл у Vickers Limited Уильям Моррис для частных инвестиций: эта компания стала частью крупной структуры Morris Motors незадолго до войны. Выпускавшиеся в последующие годы автомобили Wolseley по сути не отличались от автомобилей Morris, за исключением бренда. Позже Wolseley продолжала выпуск машин вместе с компаниями BMC, BMH и British Leyland, пока не прекратила своё существование в 1975 году. В настоящее время права на бренд Wolseley принадлежат китайской автомобилестроительной компании SAIC Motor.

## История
После того, как Герберт Остин основал компанию Wolseley Motors, в 1905 году он основал фирму Austin, её машины шли в Германию, а для своих авто было выбрано название Austin-Healey. Но когда Герберт Остин основал фирму Austin, он не бросил работу над фирмой Wolseley Motors, а работал над двумя фирмами. В 1941 году Герберт Остин умер, но коллектив заново возродил марки Wolseley и Austin.
В 1933 году была выпущена модель Wolseley 1550, а в 1941 году автомобиль улучшили под названием Wolseley 1660. В 1958 году компания решила сделать малолитражный автомобиль. Он получил название Hornet. Его объём составлял 1,2 л. В 1966 году была выпущена последняя модель, которую выпускали до 1975 года. Фары и фонари были прямоугольными. Авто является хетчбэком. Много экземпляров Wolseley Hornet сохранилось в ЮАР и Лесото.
В 1982 года фирма Carbodies выкупила и заново возродила компании под марками LTI и Nuffield, которая выпускает лондонские такси. С 2005 года компанией владеет Nanjing, подразделение компании Saic. Также были выпущены компанией модели Wolseley 6/60 и Wolseley Oxford Taxi. Wolseley Motors входит в концерн Nuffield Oxford Taxi.